# Davangere
Davangere (ದಾವಐಗೆರೆ en canarés) es  una de las principales ciudades del estado indio de Karnataka (14°28′N 75°55′E / 14.467, 75.917). 

## Historia
Antes conocida por sus fábricas de algodón, se convirtió rápidamente en una de las ciudades más importantes de Karnataka. Es también conocida por sus centros educativos. Tiene dos universidades médicas, tres universidades de ingeniería (entre ellas la Universidad Kuvempu) y un número de otras universidades, ofreciendo cursos en arte, comercio y ciencias. Parte de la población la componen estudiantes de otras ciudades y de los distintos estados de la India.
- Datos: Q519486
- Multimedia: Davangere / Q519486

1. ↑  Worldpostalcodes.org,código postal n.º 577002.